# Alpha Volantis
Désignations
Alpha Volantis (α Vol / α Volantis) est une étoile binaire de la constellation du Poisson volant. Sa magnitude apparente est de +3,99 et elle n'est que la cinquième étoile la plus brillante de la constellation. Elle est située à environ 125 années-lumière de la Terre.
L'étoile primaire du système d'Alpha Volantis est une étoile Am de type spectral kA3hA5mA5 V. Son âge est estimé à 427 millions d'années.